# Mychajlo Semenko
Mychajlo Vasyl'ovyč Semenko (in ucraino Михайло Васильович Семенко?; Kibincy, 31 dicembre 1892 – Kiev, 23 ottobre 1937) è stato un poeta ucraino.
È considerato uno dei maggiori esponenti della poesia futurista ucraina degli anni 1920 e una delle più importanti figure del "Rinascimento fucilato".
Fondò i gruppi futuristi Aspanfut, Komunkult, Nova Generatsiya e Kverofuturism. Scriveva su un paio di almanacchi e sul giornale "Nova generatsiya", rivolgendosi principalmente a un pubblico urbano.
La sua arte dissidente verso il regime sovietico lo condusse a creare gruppi di avanguardia a Kiev e Charkiv, elevandoli ad alternativa al cubo-futurismo russo.
Come molti altri intellettuali ucraini, fu portato in un campo di sterminio nel 1937 e poi ucciso dal NKVD nel gulag SLON (nel periodo delle Grandi purghe). Fu riabilitato nel 1957.